# Chung kết Cúp bóng đá các quốc gia châu Âu 1964
Trận chung kết Cúp bóng đá các quốc gia châu Âu 1964 là trận đấu bóng đá diễn ra vào ngày 21 tháng 6 năm 1964 để tìm ra nhà vô địch của Giải vô địch bóng đá châu Âu 1964. Trận dấu diễn ra giữa đội vô địch năm 1960, Liên Xô, và đội chủ nhà, Tây Ban Nha, tại Sân vận động Santiago Bernabéu ở Madrid. Tây Ban Nha giành chiến thắng với tỉ số 2–1, với hai bàn thắng của Jesús María Pereda và Marcelino. Galimzyan Khusainov ghi một bàn thắng cho Liên Xô.

## Chi tiết trận chung kết
| Tây Ban Nha               | 2–1      | Liên Xô      |
| ------------------------- | -------- | ------------ |
| Pereda 6' · Marcelino 84' | Chi tiết | Khusainov 8' |

| Tây Ban Nha | Liên Xô |

| GK                      | 1  | José Ángel Iribar   |
| DF                      | 2  | Feliciano Rivilla   |
| DF                      | 3  | Ferran Olivella (c) |
| DF                      | 4  | Isacio Calleja      |
| MF                      | 5  | Ignacio Zoco        |
| MF                      | 6  | Josep Maria Fusté   |
| FW                      | 7  | Amancio Amaro       |
| FW                      | 8  | Jesús María Pereda  |
| FW                      | 9  | Marcelino Martínez  |
| FW                      | 10 | Luis Suárez         |
| FW                      | 11 | Carlos Lapetra      |
| Huấn luyện viên trưởng: |    |                     |
| José Villalonga         |    |                     |

| GK                      | 1  | Lev Yashin          |
| RB                      | 6  | Viktor Anichkin     |
| CB                      | 2  | Viktor Shustikov    |
| CB                      | 3  | Albert Shesternyov  |
| LB                      | 4  | Eduard Mudrik       |
| CM                      | 5  | Valery Voronin      |
| CM                      | 10 | Alexey Korneyev     |
| RW                      | 7  | Igor Chislenko      |
| LW                      | 11 | Galimzyan Khusainov |
| FW                      | 8  | Valentin Ivanov (c) |
| FW                      | 9  | Viktor Ponedelnik   |
| Huấn luyện viên trưởng: |    |                     |
| Konstantin Beskov       |    |                     |